# Hadronyche
Hadronyche es un género de arañas migalomorfas de la familia Hexathelidae. Se encuentra en Australia. Algunas especies tienen un veneno mortal para los humanos, muy similar al de su pariente Atrax robustus, con la cual también han compartido el nombre común "Araña de tela de embudo australiana". Algunas otras especies de este género como H. modesta no son mortales para humanos y sólo producen efectos leves. La picadura puede ser tratada efectivamente con el mismo antiveneno usado para Atrax robustus, gracias al cual no se han vuelto a registrar muertes por mordeduras de estas arañas desde su introducción.

## Lista de especies
Según The World Spider Catalog 11.5:
- Hadronyche adelaidensis (Gray, 1984)
- Hadronyche alpina Gray, 2010
- Hadronyche annachristiae Gray, 2010
- Hadronyche anzses Raven, 2000
- Hadronyche cerberea L. Koch, 1873
- Hadronyche emmalizae Gray, 2010
- Hadronyche eyrei (Gray, 1984)
- Hadronyche flindersi (Gray, 1984)
- Hadronyche formidabilis (Rainbow, 1914)
- Hadronyche infensa (Hickman, 1964)
- Hadronyche jensenae Gray, 2010
- Hadronyche kaputarensis Gray, 2010
- Hadronyche lamingtonensis Gray, 2010
- Hadronyche levittgreggae Gray, 2010
- Hadronyche lynabrae Gray, 2010
- Hadronyche macquariensis Gray, 2010
- Hadronyche marracoonda Gray, 2010
- Hadronyche mascordi Gray, 2010
- Hadronyche meridiana Hogg, 1902
- Hadronyche modesta (Simon, 1891)
- Hadronyche monaro Gray, 2010
- Hadronyche monteithae Gray, 2010
- Hadronyche nimoola Gray, 2010
- Hadronyche orana Gray, 2010
- Hadronyche pulvinator (Hickman, 1927)
- Hadronyche raveni Gray, 2010
- Hadronyche tambo Gray, 2010
- Hadronyche valida (Rainbow & Pulleine, 1918)
- Hadronyche venenata (Hickman, 1927)
- Hadronyche versuta (Rainbow, 1914)
- Hadronyche walkeri Gray, 2010